# Phobocampe kochai
Phobocampe kochai är en stekelart som beskrevs av Kusigemati 1988. Phobocampe kochai ingår i släktet Phobocampe och familjen brokparasitsteklar. Inga underarter finns listade i Catalogue of Life.